# Othresypna distincta
Othresypna distincta là một loài bướm đêm trong họ Noctuidae.